# Janez Drnovšek
Janez Drnovšek (17. maj 1950 i Celje – 23. februar 2008 i Zaplana ved Vrhnika) var en slovensk politiker og statsmand. Han var Republikken Sloveniens premierminister 1992-2002 (undtagen maj-november 2000) og præsident 2002-2007. Fra 1989 til 1990 var han SFR Jugoslaviens præsident.
Drnovšek var uddannet økonom fra Universitetet i Ljubljana. Han aflagde i 1986 doktorgraden ved samme universitet. Drnovšek var aktivt medlem af kommunistpartiet. I 1986 blev han indvalgt som medlem af den slovenske republikforsamling og til republik- og provinskammeret i Jugoslaviens nationalforsamling. Drnovšek blev i 1989 valgt til medlem af Jugoslaviens kollektive præsidentskab. Han var præsidentskabets formand frem til 1990. I samme periode var han generalsekretær for De alliancefrie landes bevægelse.
Ved Jugoslaviens sammenbrud og Sloveniens selvstændighedserklæring i 1991, var Drnovšek central i fremforhandlingen af aftalen som gjorde at Jugoslaviens hær trak sig tilbage fra slovensk territorium efter en ti dage lang krig. Efter Sloveniens selvstændighed gik Drnovšek ind i politikken for partiet Sloveniens Liberale Demokrati, som han blev leder for i 1992. Drnovšek var premierminister i Slovenien i to perioder, fra maj 1992 til maj 2000 og igen fra november 2000 til december 2002. Han gik af som partileder i 2002 og blev valgt til Sloveniens præsident ved valget i november-december samme år. Drnovšek sad som præsident fra december 2002 til december 2007. 